# Station Mikołajewice
Station Mikołajewice is een spoorwegstation in de Poolse plaats Mikołajewice.